# إيفلين فوكس كيلر
إيفلين فوكس كيلر (بالإنجليزية: Evelyn Fox Keller) (20 مارس 1936 - 22 سبتمبر 2023) هي فيزيائية، وفيلسوفة، وأكاديمية، وأستاذة جامعية، وكاتبة، وكاتبة سير من الولايات المتحدة الأمريكية. ولدت في نيويورك. وهي عضوة في الأكاديمية الأمريكية للفنون والعلوم.

## التعليم
تعلمت في جامعة هارفارد.

## مناصب وهيئات
أدارت معهد ماساتشوستس للتكنولوجيا.

## جوائز
حصلت على جوائز منها:
- زمالة غوغنهايم.